# Rhypteira hyperocha
Rhypteira hyperocha är en fjärilsart som beskrevs av Willie Horace Thomas Tams 1930. Rhypteira hyperocha ingår i släktet Rhypteira och familjen snigelspinnare. Inga underarter finns listade i Catalogue of Life.